# Aufklärungsgeschwader 13
13-та розвідувальна ескадра (нім. Aufklärungsgeschwader 13) — розвідувальна ескадра Люфтваффе, що існувала у складі повітряних сил вермахту напередодні Другої світової війни.

## Історія
13-та розвідувальна ескадра була сформована 1 листопада 1938 року на аеродромі Геппінген. До її складу увійшли 13-та і 23-тя окремі розвідувальні групи.
23-тя розвідувальна група складалася з 1-5 ескадрилей ближньої розвідки, які були оснащені літаками Henschel Hs 126, Heinkel He 45 і Heinkel He 46. 23-тя розвідувальна група складалася з 1-4-ї ескадрилей ближньої розвідки, оснащених літаками Henschel Hs 126. Вони базувалися в Ешвеге.
Штаб ескадри проіснував до 26 серпня 1939 року. Після загальної мобілізації Вермахту він був перейменований на командування Люфтваффе групи армій «C». Штаб 13-ї розвідувальної групи став авіаційним штабом 5-ї армії, а 23-ю розвідувальну групу було розформовано у вересні 1939 року.

## Командування

### Командири Aufklärungsgeschwader 11
- оберст Максиміліан Кіффер (1 листопада 1938 — 26 серпня 1939)

23-тя розвідувальна група (Aufkl.Gr.23)
- оберстлейтенант Роберт Пісторіус (1 січня — 26 серпня 1939)

## Основні райони базування 13-ї розвідувальної ескадри

### Основні райони базування штабу ескадри
| Час                               | Місто     | Основний літак |
| --------------------------------- | --------- | -------------- |
| 1 листопада 1938 — 26 серпня 1939 | Геппінген | Hs 126         |

### Основні райони базування Aufkl.Gr.13
| Час                               | Місто     | Основний літак      |
| --------------------------------- | --------- | ------------------- |
| 1 листопада 1938 — 26 серпня 1939 | Геппінген | He 45/He 46, Hs 126 |

### Основні райони базування Aufkl.Gr.23
| Час                               | Місто  | Основний літак |
| --------------------------------- | ------ | -------------- |
| 1 листопада 1938 — 26 серпня 1939 | Ешвеге | Hs 126         |